# Fantom iz opere
Fantom iz opere (francosko Le Fantôme de l'Opéra) je francoski roman, ki ga je napisal francoski pisatelj Gaston Leroux.
Najprej je bil roman po delih objavljen v Le Gaulois (od 23. septembra 1909 do 8. januarja 1910). Na začetku se je prodajal zelo slabo, v času 20. stoletja  pa so tudi večkrat preklicali njegovo tiskanje. Danes roman Fantom iz opere velja za klasiko francoske literature, čeprav je, glede na original, današnji prikaz spremenjen zaradi prilagoditev.
Roman je bil preveden v angleščino leta 1911, medtem pa je bil tudi večkrat prilagojen za filmsko produkcijo, od tega sta najbolj znana filma/muzikala The Phantom of the Opera iz leta 1986 in The Phantom of the Opera iz leta 2004. Muzikal iz leta 1986 je postal najdlje časa prikazovan muzikal v zgodovini Broadwayja.
Osebe
- Erik – je psihično prizadet človek (verjame, da je duh), ki živi v katakombah pod operno hišo in ljubi Christine;
- Christine Daae – mlada švedska sopranistka;
- Raoul Viscount de Chagny – Christinin prijatelj iz otroštva, Christine ga zanima, ker jo ljubi;
- Perzijec – skrivnostni moški iz Erikove preteklosti;
- Count Philippe de Chagny – Raoulov starejši brat;
- Moncharmin in Richard – upravitelja operne hiše
- Madame Giry – Erikova vestna ˇstražarkaˇ;
- Meg Giry – edina hčerka Madame Giry; baletna plesalka;
- Carlotta – razvajena prima donna;
- Joseph Buquet – glavni sceno-upravljavec;
- Debienne in Poligny – bivša upravitelja operne hiše;
- La Sorelli – glavni baletni plesalec;
- Mala Jammes – prijateljica Meg Giry; prav tako baletna plesalka;
- Remy – tajnica upravitelja;
- Mercier – menadžer igralcev;
- Gabriel – genialen --;
- Mme. la Baronne de Castelot-Barbezac – Meg, ko odraste;
- Mifroid – inšpektor, ki je bil vpoklican, ko je Christiane izginila.

V muzikalu je nastala pesem The Phantom of the Opera, ki je bila uporabljena tudi v filmu (ki je zraven tudi muzikal, drama in grozljivka), pesem pa je v metalski izvedbi nastala pod okriljem finskega metal benda Nightwish. V filmu so tudi druge pesmi, ki jih prepevajo (operno petje) vsi nastopajoči.
V filmu The Phantom of the Opera (Fantom iz opere) iz leta 2004 so v glavnih vlogah nastopali: 
- Gerard Butler - Fantom
- Emmy Rossum – Christine
- Patrick Wilson – Raoul
- Miranda Richardson – Madame Giry
- Minnie Driver – Carlotta
- Jennifer Ellison – Meg Giry